# آتامکول
آتامکول (انگلیسی: Atamkul) یک شهرک در شهرستان یرمکیفسکی استان باشقیرستان کشور روسیه است.